# پونیجوو
پونیجوو (به لاتین: Ponijevo) یک منطقهٔ مسکونی در بوسنی و هرزگوین است که در ماگلای واقع شده‌است.